# Prix Tour Eiffel de science-fiction
Le prix Tour Eiffel de science-fiction est un prix littéraire de science-fiction qui a été décerné par la Société nouvelle d’exploitation de la Tour Eiffel entre 1997 et 2002. Il s'est arrêté à la suite du départ de Jacqueline Nebout qui l'organisait.

## Règles d'attribution
Il était attribué alternativement à un auteur francophone et à un auteur non francophone, choisis parmi les titres édités en France pendant les deux années précédentes.
Le jury était composé à égalité de représentants des maisons d'édition, de libraires et de lecteurs.
Le prix était doté de 100 000 francs (50 000 francs pour l'unique prix de la nouvelle, organisé en 1998).

## Liste des lauréats
- 1997 : Pierre Bordage, Wang (Les Portes d'occident et Les Aigles d'orient) (1996 et 1997, L'Atalante)[3],[4]
- 1998 : Valerio Evangelisti (italien), Nicolas Eymerich, inquisiteur et Les Chaînes d'Eymerich (1998, Payot & Rivages, collection « Rivages / Fantasy »)[5],[6]
- 1999 : Jean-Claude Dunyach et Ayerdhal, Étoiles mourantes (1999, J'ai lu, collection « Millénaires »)[7],[8]
- 2000 : Mike Resnick (américain), La Belle ténébreuse (1999, Flammarion, collection « ImaGine »)[9],[10]
- 2001 : Jean-Marc Ligny et le peintre Mandy, Les Oiseaux de lumière (2001, J'ai lu, collection « Millénaires »)[11]
- 2002 : David Gemmell (britannique), Légende (2000, Bragelonne)[12]

Prix de la nouvelle
- 1998 : Roland C. Wagner : Fragment du livre de la mer